# Giovanna Amati
Pour les articles homonymes, voir Amati.
Pas d'image ? Cliquez ici
Giovanna Amati, née le 20 juillet 1959 à Rome, est une ancienne pilote automobile italienne. Bien que n'étant jamais parvenue à se qualifier pour un Grand Prix, elle reste à ce jour la dernière femme à avoir participé au championnat du monde de Formule 1.

## Biographie
Issue d'une riche famille italienne, Giovanna Amati fait ses débuts en sport automobile en 1981 dans le championnat d'Italie de Formule Abarth. Après un passage par le championnat d'Italie de Formule 3 en 1985 et 1986, elle accède en 1987 au championnat international de Formule 3000. Après deux premières saisons calamiteuses dans la discipline (multiples non-qualifications), elle s'exile en 1989 dans le championnat de F3000 japonaise avant de retourner dans le championnat international. Après une saison 1990 toujours aussi poussive, elle parvient à progresser dans la hiérarchie en 1991 avec une 7e place en course en guise de meilleur résultat. Elle fait également parler d'elle en obtenant en 1991 une séance de roulage en Formule 1 au sein de l'écurie Benetton-Ford, alors dirigée par son compatriote Flavio Briatore dont les potins de l'époque la disent proche.
Quelques semaines avant le début du championnat du monde de Formule 1 1992, elle fait sensation en étant engagée par l'écurie Brabham Alors au plus mal financièrement, l'équipe britannique, en quête de sponsors, obtient un formidable coup de projecteur médiatique puisqu'il faut remonter à Desiré Wilson en 1980 pour trouver la présence d'une femme pilote dans une épreuve du championnat du monde de Formule 1. Pour ses débuts officiels en F1 lors du GP d'Afrique du Sud à Kyalami, elle réalise le trentième et dernier temps des qualifications, à plusieurs secondes pleines de son coéquipier Eric van de Poele, et n'est pas admise sur la grille de départ (réservée aux 26 meilleurs pilotes). À Mexico et à Sao Paulo, son niveau de performance ne s'améliore pas et elle essuie deux nouvelles non-qualifications. À partir de l'épreuve suivante en Espagne, n'étant pas parvenue à attirer les sponsors tant espérés de Brabham, elle est remplacée par le débutant Damon Hill.
Tout au long des années 1990, Giovanna Amati est apparue dans diverses courses, notamment le championnat SRWC qu'elle a terminé en troisième position en 1999 dans la catégorie SR2.

## Kidnapping
Le 12 février 1978, âgée de 18 ans, elle est kidnappée par Jean Daniel Nieto et séquestrée pendant 75 jours. Les ravisseurs demandent une rançon de 10 milliards de lires et les parents commencent à chercher de l'argent alors que leurs comptes ont été gelés. Mais à ce moment-là, Star Wars cartonne au cinéma et son père, gérant de nombreux cinéma, prend cet argent pour réunir la somme et libérer leur fille.

## Résultats en championnat du monde de Formule 1
| Saison | Écurie                        | Châssis | Moteur   | Pneus    | GP disputés | Points inscrits | Classement |
| ------ | ----------------------------- | ------- | -------- | -------- | ----------- | --------------- | ---------- |
| 1992   | Motor Racing Developments Ltd | BT60B   | Judd V10 | Goodyear | 0           | 0               | Nc         |